# Ceftolozano/tazobactam
Ceftolozane/tazobactam, vendido bajo la marca Zerbaxa, es un medicamento antibiótico combinado utilizado para el tratamiento de infecciones complicadas del tracto urinario e infecciones intraabdominales complicadas en adultos. Ceftolozano es un antibiótico de cefalosporina desarrollado para el tratamiento de infecciones por bacterias gramnegativas resistentes a los antibióticos convencionales. Se ha estudiado para las infecciones del tracto urinario, las infecciones intraabdominales y la neumonía bacteriana asociada a la ventilación.
Los efectos secundarios más comunes son náuseas (malestar), dolor de cabeza, estreñimiento, diarrea y fiebre.
El ceftolozane es un tipo de antibiótico llamado cefalosporina, que pertenece al grupo más amplio de antibióticos llamados betalactámicos. Actúa interfiriendo en la producción de las moléculas que las bacterias necesitan para construir sus paredes celulares protectoras. Esto provoca la debilidad de las paredes celulares de las bacterias, que tienden a derrumbarse y, en última instancia, provocan su muerte.
El tazobactam bloquea la acción de unas enzimas bacterianas llamadas betalactamasas. Estas enzimas permiten a las bacterias descomponer los antibióticos betalactámicos como el ceftolozane, haciendo que las bacterias sean resistentes a la acción del antibiótico. Al bloquear la acción de estas enzimas, el tazobactam permite que el ceftolozano actúe contra bacterias que de otro modo serían resistentes al ceftolozano.
El ceftolozano se combina con el inhibidor de la β-lactamasa tazobactam, que protege al ceftolozano de la degradación. Fue aprobado para uso médico en los Estados Unidos en diciembre de 2014, y en la Unión Europea en septiembre de 2015.

## Usos médicos
Ceftolozane/tazobactam está indicado para el tratamiento de las siguientes infecciones en adultos causadas por microorganismos susceptibles designados:
- Infecciones intraabdominales complicadas;[2][1]
- Pielonefritis aguda;[2][1]
- Infecciones complicadas del tracto urinario.[2][1]
- Neumonía bacteriana adquirida en el hospital y neumonía bacteriana asociada a la ventilación (HABP/VABP)[1]

## Estructura química
El ceftolozano contiene un 7-aminotiadiazol, que proporciona una mayor actividad contra los organismos gramnegativos, así como un grupo alkoximino, que proporciona estabilidad frente a muchas β-lactamasas. El ceftolozano tiene una fracción de ácido dimetilacético que contribuye a mejorar la actividad contra Pseudomonas aeruginosa. La adición de una cadena lateral voluminosa (un anillo de pirazol) en la posición 3 impide la hidrólisis del anillo β-lactámico por impedimento estérico
El tazobactam es un inhibidor de la β-lactamasa de penicilina sulfona, que impide la hidrólisis del enlace amida de las moléculas de β-lactama por parte de las enzimas β-lactamasas

## Mecanismo de acción
El ceftolozano ejerce actividades bactericidas contra infecciones susceptibles de gramnegativos y grampositivos al inhibir las proteínas esenciales de unión a la penicilina (PBP, por sus siglas en inglés), que son necesarias para la reticulación del peptidoglicano para la síntesis de la pared celular bacteriana, lo que resulta en la inhibición de la síntesis de la pared celular y la posterior muerte celular. El ceftolozano es un inhibidor de las PBP de Pseudomonas aeruginosa (por ejemplo, PBP1b, PBP1c y PBP3) y de E. coli (por ejemplo, PBP3)
El tazobactam es un potente inhibidor de las β-lactamasas de clase A y C más comunes. El tazobactam tiene poca actividad in vitro clínicamente relevante contra las bacterias debido a su reducida afinidad con las proteínas de unión a la penicilina; sin embargo, es un inhibidor irreversible de algunas β-lactamasas (ciertas penicilinasas y cefalosporinasas) y puede unirse covalentemente a algunas betalactamasas bacterianas mediadas por cromosomas y plásmidos
La adición de tazobactam refuerza la respuesta terapéutica del ceftolozane, dándole la capacidad de tratar una gama más amplia de infecciones bacterianas y organismos resistentes.

## Farmacocinética

### Absorción y distribución
El ceftolozane-tazobactam se presenta en una combinación fija de 2:1 (de modo que una dosis de 1,5 g de ceftolozane-tazobactam está compuesta por 1 g de ceftolozane y 500 mg de tazobactam). El ceftolozane-tazobactam se administra por vía intravenosa. Tanto para el ceftolozane como para el tazobactam, la concentración plasmática máxima se produce inmediatamente después de una infusión de 60 minutos, con un tiempo hasta la concentración máxima de aproximadamente una hora. 
La unión del ceftolozane a las proteínas plasmáticas humanas es de aproximadamente 16% a 21%, mientras que la unión del tazobactam es de aproximadamente 30%. El volumen medio de distribución en estado estacionario en varones adultos sanos tras una dosis única de 1,5 g por vía intravenosa es de 13,5 L para el ceftolozane y de 18,2 L para el tazobactam, lo que es similar al volumen del líquido extracelular. La distribución tisular de la ceftalozona-tazobactam es rápida y muestra una buena penetración en el pulmón, lo que la convierte en un tratamiento ideal para la neumonía bacteriana.

### Metabolismo y eliminación
El metabolismo y la excreción del ceftolozane son similares a los de la mayoría de los agentes antimicrobianos β-lactámicos. El ceftolozano no se metaboliza de forma significativa y, por tanto, se elimina predominantemente sin cambios en la orina. El tazobactam se metaboliza parcialmente en un metabolito inactivo, y tanto el fármaco como el metabolito se excretan en la orina (80% como fármaco inalterado
La vida media del ceftolozane es de 2,5-3,0 horas, y la del tazobactam es de aproximadamente 1,0 hora; el aclaramiento de ambos fármacos es directamente proporcional a la función renal. El tazobactam se excreta principalmente por vía tubular activa. La coadministración de ceftolozane con tazobactam no da lugar a una interacción, ya que el ceftolozane se elimina principalmente por filtración glomerular.

## Espectro de actividad
La actividad in vitro del ceftolozane-tazobactam se ha examinado en cinco estudios de vigilancia de aislados de Europa y Norteamérica. En estos estudios, el ceftolozane-tazobactam destacó por su actividad contra Pseudomonas aeruginosa, una causa moderadamente común de infecciones hospitalarias que suele ser multirresistente. El noventa por ciento de los aislados de Pseudomonas aeruginosa fueron inhibidos por el ceftolozane-tazobactam a una concentración de 4 μg/mL (CIM90), lo que lo convierte en el antibiótico antipseudomónico más potente en uso clínico.
En estos mismos estudios, ceftolozano-tazobactam presentó valores de CIM90 de <1 μg/mL para Escherichia coli, Citrobacter koseri, Morganella morganii, Proteus mirabilis, especies de Salmonella y Serratia marcescens . Se observa una actividad algo más pobre para las especies de Klebsiella y Enterobacter, siendo la CIM90 para Klebsiella pneumoniae que expresa betalactamasas de espectro extendido >32 μg/mL.

## Reacciones adversas a los medicamentos
El perfil de acontecimientos adversos de ceftolozane/tazobactam de dos ensayos de fase 2 (en los que se comparó ceftolozane solo o en combinación con tazobactam con ceftazidima o meropenem) sugiere que ceftolozane/tazobactam es bien tolerado. Los EA más frecuentes notificados con ceftolozane/tazobactam fueron dolor de cabeza (5,8%), estreñimiento (3,9%), hipertensión (3%), náuseas (2,8%) y diarrea (1,9%).

## Interacciones con otros medicamentos
Sobre la base de los datos de ensayos anteriores y de los ensayos clínicos en curso, no se han asociado interacciones farmacológicas o alimentarias significativas con la administración de ceftolozane/tazobactam. Sin embargo, las interacciones medicamentosas similares a las observadas con la clase de antimicrobianos cefalosporina y los inhibidores de la β-lactamasa deben considerarse como interacciones potenciales hasta que se hayan dilucidado completamente otras interacciones medicamentosas. Además, como resultado de la acumulación de fármacos en la insuficiencia renal, se debe tener precaución al coadministrar ceftolozane/tazobactam con otros medicamentos de eliminación renal debido a la posible nefrotoxicidad

## Síntesis química
Los investigadores de Cubist Pharmaceuticals (antes de la adquisición de Cubist por parte de Merck) descubrieron y desarrollaron una síntesis de sulfato de ceftolozano basada en un acoplamiento mediado por paladio en presencia del núcleo de la cefalosporina, lo que supuso un importante avance en la química de los antibióticos de cefalosporina. Se determinó que esta química era general para la familia de antibióticos de cefalosporina. Los elementos clave de la reacción de acoplamiento fueron el uso de un ligando de fosfito diseñado, con deficiencia de electrones, junto con la adición de un reactivo exógeno de barrido de cloruro, que funcionó mediante la precipitación in situ de cloruro de potasio. Este trabajo se describe únicamente en la literatura de patentes.

## Historia
La eficacia de ceftolozane/tazobactam para tratar las infecciones intraabdominales complicadas (IIAc) en combinación con metronidazol se estableció en un ensayo clínico con un total de 979 adultos. Los participantes fueron asignados aleatoriamente a recibir ceftolozane/tazobactam más metronidazol o meropenem. Los resultados mostraron que el ceftolozane/tazobactam más metronidazol era eficaz para el tratamiento de la IIAIc.
La eficacia de ceftolozane/tazobactam para tratar las infecciones complicadas del tracto urinario (ITUc) se estableció en un ensayo clínico en el que se asignó aleatoriamente a 1.068 adultos para que recibieran ceftolozane/tazobactam o levofloxacino. Ceftolozane/tazobactam demostró ser eficaz en el tratamiento de la ITUc.
Ceftolozano/tazobactam demostró ser al menos tan eficaz como otros antibióticos para curar infecciones en tres estudios principales.
En un estudio participaron 1.083 personas que, en su mayoría, tenían una infección renal o, en algunos casos, una infección urinaria complicada. El ceftolozane/tazobactam trató con éxito la infección en cerca del 85% de los casos en los que se administró (288 de 340), frente al 75% (266 de 353) de los que recibieron otro antibiótico llamado levofloxacino.
En el segundo estudio participaron 993 personas con infecciones intraabdominales complicadas. Se comparó el ceftolozane/tazobactam con otro antibiótico, el meropenem. Ambos medicamentos curaron al 94% de los participantes (353 de 375 que recibieron ceftolozane/tazobactam y 375 de 399 que recibieron meropenem).
El tercer estudio incluyó a 726 participantes que utilizaban un respirador y que tenían neumonía adquirida en el hospital o neumonía asociada a la ventilación. Se comprobó que el ceftolozane/tazobactam era al menos tan eficaz como el meropenem: la infección se había resuelto en el 54% de los participantes (197 de 362) después de 7 a 14 días de tratamiento con ceftolozane/tazobactam, en comparación con el 53% de los participantes (194 de 362) que recibieron meropenem.